# Nils Thyreen
Nils Fredrik Gunnar Thyreen, född den 6 september 1913 i Stockholm, död den 23 mars 1984 i Karlstad, var en svensk ämbetsman. Han var bror till Erik Thyreen.
Thyreen avlade studentexamen 1933 och juris kandidatexamen vid Stockholms högskola 1939. Han genomförde tingstjänstgöring i Stockholms läns västra domsaga 1939–1942.  Thyreen anställdes 1942 vid landskansliet i Örebro län, där han blev extra ordinarie länsnotarie 1945 och förste länsnotarie 1949. Han blev länsassessor i Jönköpings län 1953 och förste länsassessor i Kopparbergs län 1957. Thyreen var landssekreterare i Värmlands län 1961–1971 samt länsråd och landshövdingens ställföreträdare där 1971–1980. Han blev riddare av Nordstjärneorden 1963 och kommendör av samma orden 1967. Thyreen vilar på Danderyds kyrkogård.